# Levan (Utah)
Pour les articles homonymes, voir Levan.
Levan est une municipalité américaine située dans le comté de Juab en Utah.
Lors du recensement de 2010, sa population est de 841 habitants. La municipalité s'étend sur alors une superficie de 0,78 mille carré (2,02 km2).

## Histoire
Des familles originaires de Nephi s'installent à Chicken Creek en 1860. Cependant, la mauvaise qualité des terres pousse la communauté mormone à se déplacer vers l'emplacement actuel de Levan en 1868. Selon la légende, le nom de Levan — choisi par Brigham Young — serait « navel » (« nombril ») épelé à l'envers, en raison de la situation de la localité au centre de l'Utah.